# Ett resande teatersällskap (1961)
Ett resande teatersällskap är en svensk TV-teater från 1961, som handlar om ett resande teatersällskap under 1800-talet. Repliken "Fan skall vara teaterdirektör" härstammar från pjäsen med samma namn som programmet baserar sig på, skriven av August Blanche 1848. TV-teatern är regisserad av Josef Halfen och sändes den 19 maj 1961.

## Rollista i urval
- Åke Grönberg - Gustav Sjövall, teaterdirektör
- Hilding Gavle - Ölander
- Göthe Grefbo - Grip
- Halvar Björk - Ek
- John Elfström - Gråström
- Per Myrberg - Teodor
- Mona Malm - Jessie Sjövall
- Eric Gustafson
- Eskil Bengtsson